# Mercedes-Benz Baureihe 167
Unter der Baureihe 167 vermarktet Mercedes-Benz die folgenden Pkw-Modelle:

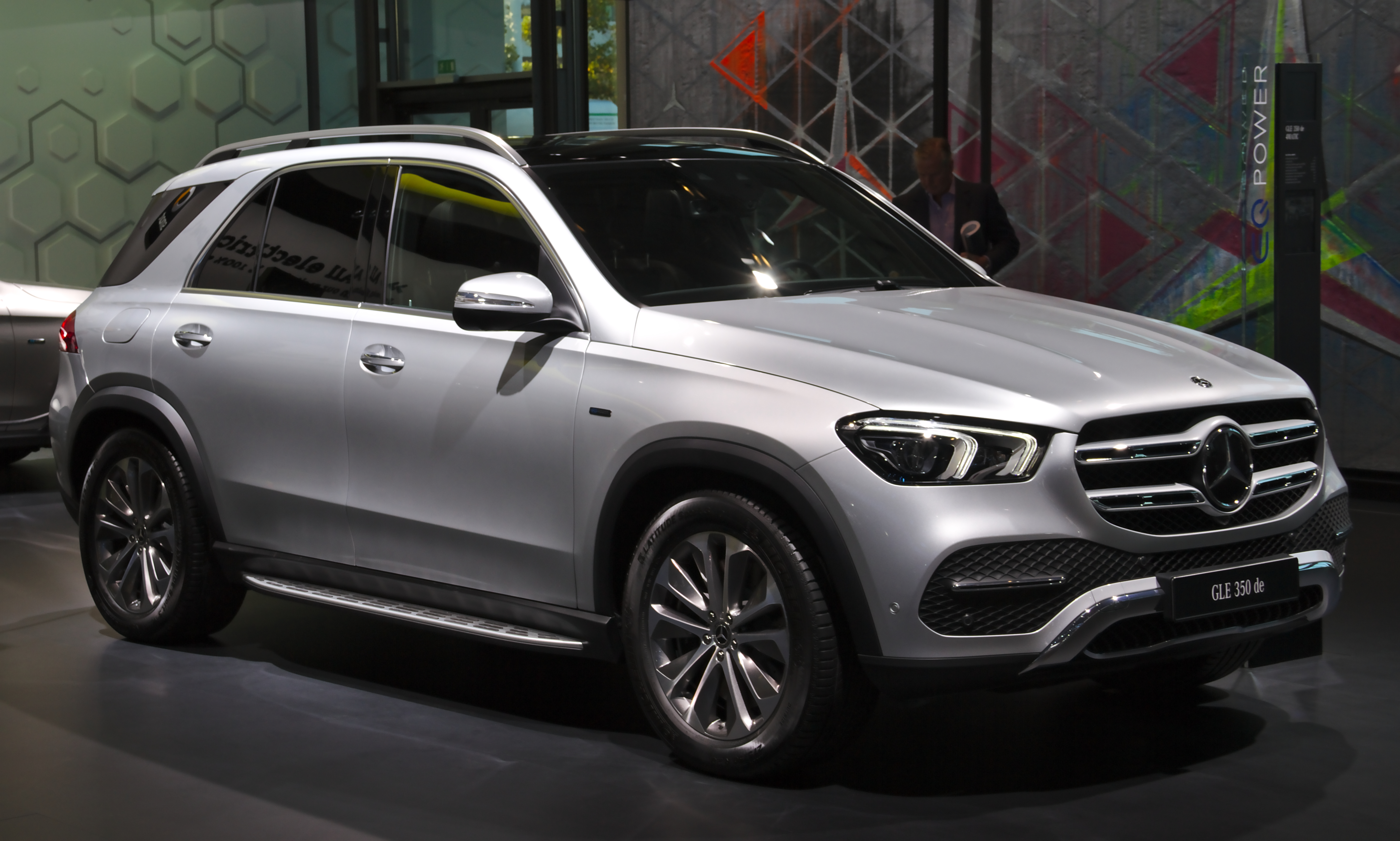
Mercedes-Benz V 167 (seit 2018)
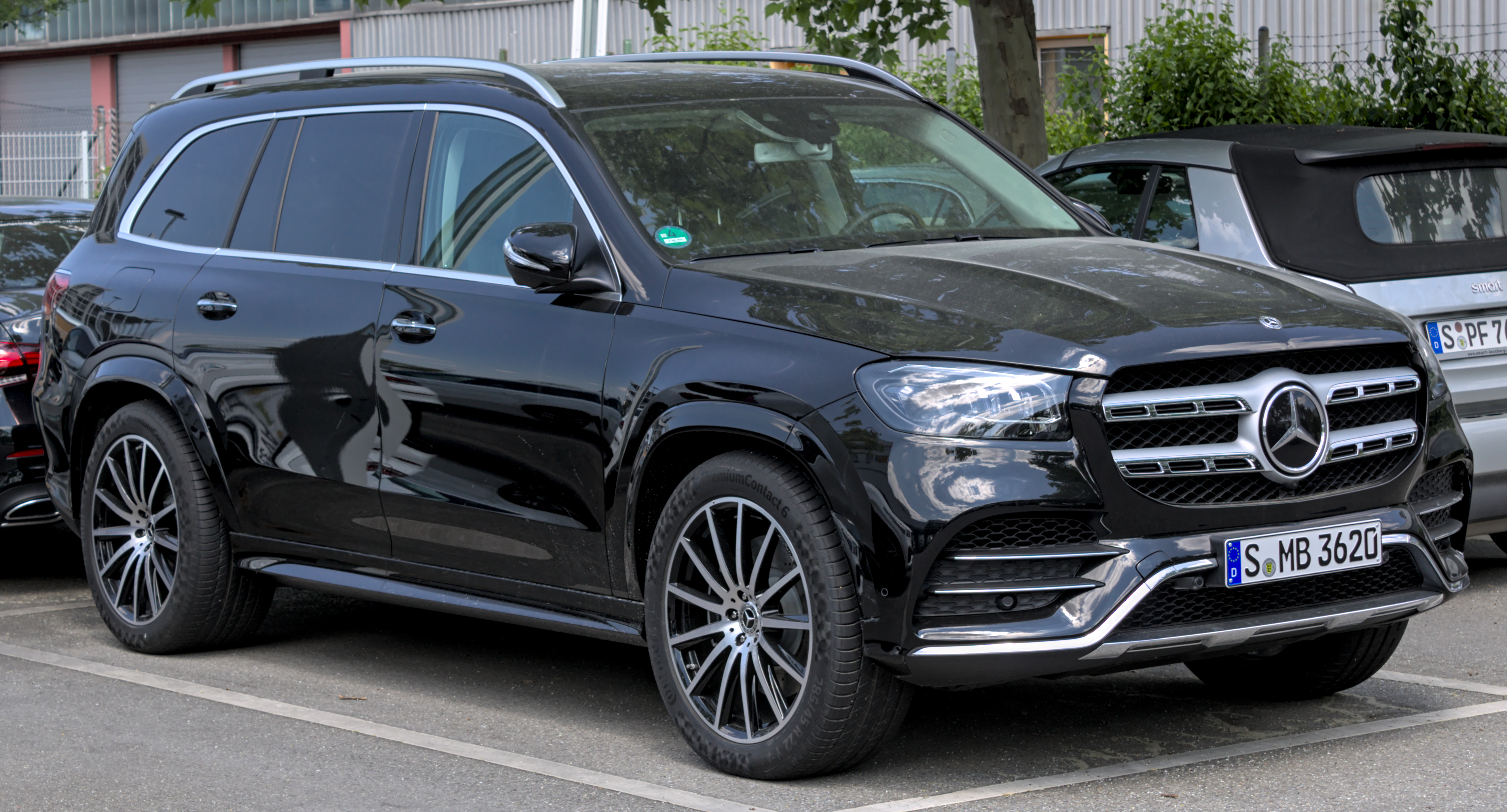
Mercedes-Benz X 167 (seit 2019)
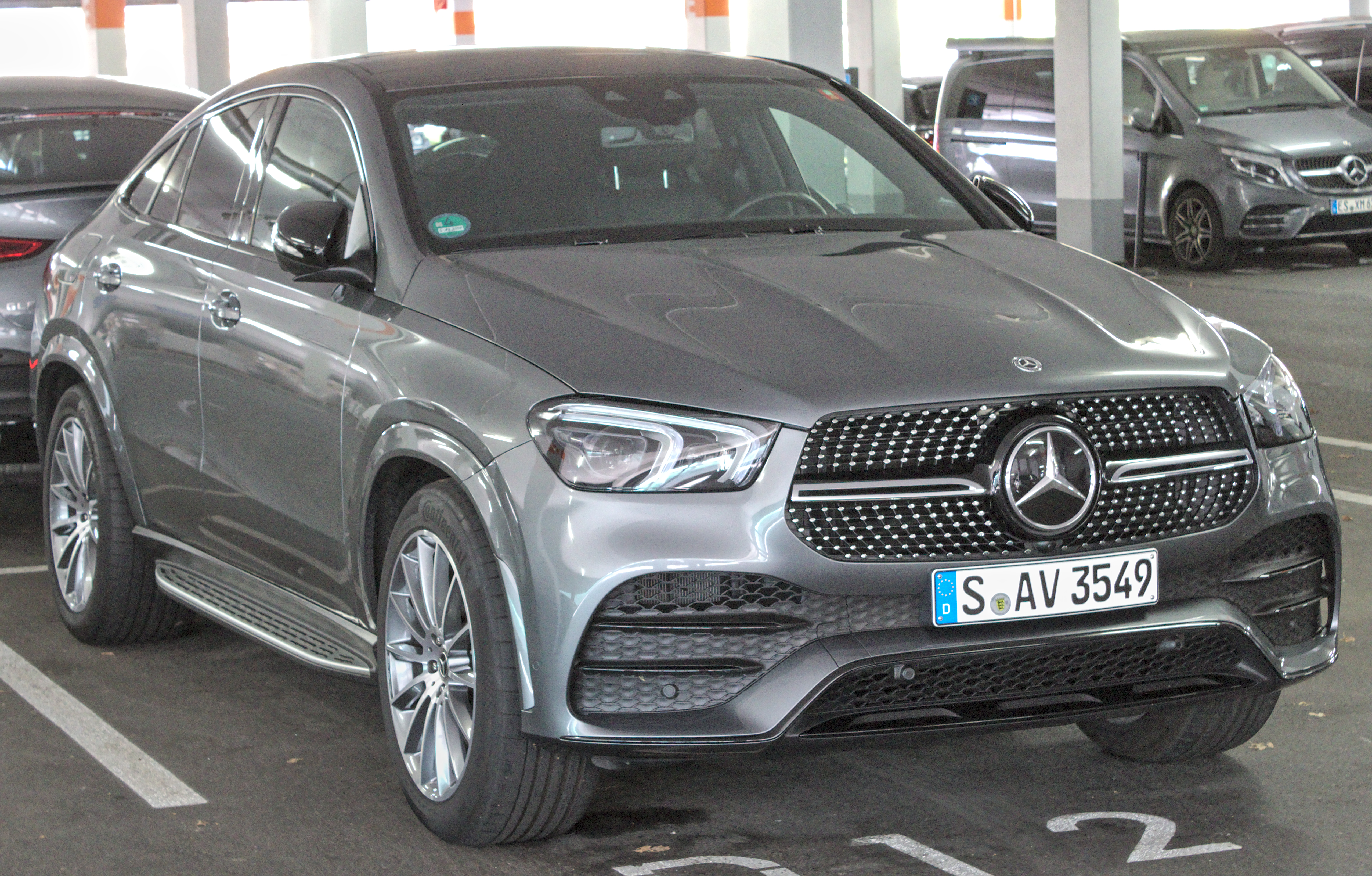
Mercedes-Benz C 167 (seit 2019)